# 개와 마녀와 나
《개와 마녀와 나》는 방송 예정인 드라마이다.

## 줄거리
앞을 보지 못하는 건방진 성격의 안하무인 상속녀와 그 아가씨를 사랑하는 안내견, 안내견을 사랑하는 수의사의 삼각 러브 스토리를 그린 드라마

## 시청률
최저 시청률과 최고 시청률은 시청률 조사회사와 지역별로 시청률에 차이가 있을 수 있습니다.
| 2019년 | 2019년 | 2019년         | 2019년       | 2019년         | 2019년       |
| 회차   | 방송일 | TNmS 시청률    | TNmS 시청률  | AGB 시청률     | AGB 시청률   |
| 회차   | 방송일 | 대한민국(전국) | 서울(수도권) | 대한민국(전국) | 서울(수도권) |
| ------ | ------ | -------------- | ------------ | -------------- | ------------ |
| 제1회  |        | %              | %            | %              | %            |
| 제2회  | %      | %              | %            | %              |              |
| 제3회  |        | %              | %            | %              | %            |

## 같이 보기
- 대한민국의 텔레비전 드라마 목록 (ㄱ)